# Callicostella aquatica
Callicostella aquatica är en bladmossart som beskrevs av E. B. Bartram in B. Willis 1939. Callicostella aquatica ingår i släktet Callicostella och familjen Hookeriaceae. Inga underarter finns listade i Catalogue of Life.